# Grandateralphus
Grandateralphus – rodzaj chrząszczy z rodziny kózkowatych. 

## Zasięg występowania
Przedstawiciele tego rodzaju występują w Ameryce Południowej

## Systematyka
Do Grandateralphus zaliczane są 3 gatunki:
- Grandateralphus lacteus
- Grandateralphus tumidus
- Grandateralphus variegatus.